# Honghuaji
Honghuaji (kinesiska: 红花集, 红花集镇) är en köping i Kina. Den ligger i provinsen Henan, i den centrala delen av landet, omkring 120 kilometer sydost om provinshuvudstaden Zhengzhou. Antalet invånare är 51 723. Befolkningen består av 25 666 kvinnor och 26 057 män. Barn under 15 år utgör 22,0 %, vuxna 15-64 år 68 %, och äldre över 65 år 8,0 %.
Genomsnittlig årsnederbörd är 863 millimeter. Den regnigaste månaden är juli, med i genomsnitt 176 mm nederbörd, och den torraste är januari, med 7 mm nederbörd.